# فیگور موسیقایی

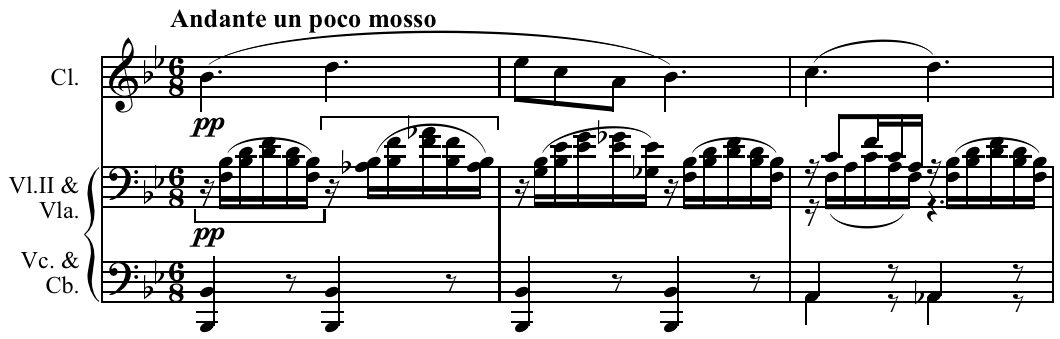
همراهی یک فیگور موسیقایی در قطعۀ اکتت، اثر فرانتس شوبرت، اپوس ۱۶۶.

فیگور موسیقایی (به انگلیسی: Musical Figure)، یک شکل از کوتاه‌ترین فراز در موسیقی است که به صورت متوالی تکرار می‌گردد. این تکرار ممکن است در قالب یک فیگور ملودیک دارای زیروبمی، توالی هارمونیک یا ضرب‌آهنگی متریک باشد.

## شرح
در فرهنگنامه موسیقی و موسیقی‌دانان نیو گروو (۱۹۶۴م)، فیگور موسیقایی را «همتایی دقیق» از موتیف تعریف کرده‌است که «به تنهایی احساسی کامل و متمایز» ایجاد می‌کند. در کتاب خودآموز راجر اسکروتن، دلیل این تمایز را این‌گونه شرح می‌دهد که فیگور یک شکل در پس‌زمینه و موتیف نقش پیش‌زمینه را ایفا می‌کند:
شکل یک فیگور موسیقایی به فرم معماری شبیه است: هر «دو فرم باز» و بی‌وقفه قابل تکرار هستند. در شنیدن همزمانِ یک فراز به‌عنوان فیگور موسیقایی و نه به‌عنوان یک موتیف، ما آن را در پس‌زمینه قرار می‌دهیم حتی اگر ... قوی و ملودیک باشد— راجر اسکروتون، زیبایی‌شناسی موسیقی
آلن فورته (موسیقی‌شناس و نظریه‌پرداز آمریکایی)، اصطلاح فیگوراسیون را به دو کاربرد متفاوت اطلاق می‌کند:
اگر این اصطلاح به تنهایی مورد استفاده قرار گیرد، معمولاً به فیگورهای موسیقی سازی مانند باس آلبرتی و یک تریل شمارش شده اشاره می‌کند … همچنین اصطلاح فیگوراسیون برای توصیف روند کلی تزئین ملودیک نیز استفاده می‌شود. بنابر این ما اغلب آن را فیگور ملودیک یا فیگوراسیون کرال می‌نامیم … فیگوراسیون ربطی به فیگور باس ندارد، مگر آنکه بیشترِ اعداد، تعداد نت‌های تزیینی را مشخص کنند.— آلن فورته، هارمونی تونال در مفهوم و عمل
یک فراز که در اصل به‌عنوان یک موتیف ارایه یا شنیده می‌شود، می‌تواند به یک فیگور همراهی‌کنندهٔ یک ملودی دیگر تبدیل شود (مانند موومان دوم کوارتت زهی، اثر کلود دبوسی). شاید بهتر باشد فرازها را فیگوری از یک موتیف تصور کنیم که اهمیت زیادی در یک قطعۀ موسیقی دارد. به گفتۀ جان وایت، موتیف‌ها «در ساختار اثر قابل توجه هستند»، در حالی که اعداد در باس و فیگوراسیون، اینگونه نیستند و «ممکن است اغلب در قسمت‌های همراهی، پاساژها یا برای پیوند به اتصال دو بخش طراحی شده‌اند»، ایجاد شوند که بسیار رایج است.
یک موسیقی مینی‌مالیستی ممکن است کاملاً از فیگورهای موسیقایی ساخته شود. راجر اسکروتن اپرایی در بارهٔ آخناتون اثر فیلیپ گلس را «زنجیرهٔ گروهی بی‌پایان … چیزی نیست به‌جز فیگورها» توصیف کرده‌است.

## اهمیت فیگورهای موسیقایی
فیگورهای موسیقایی نقش مهمی در موسیقی سازی ایفا می‌کنند که لازم است در آن احساسی قوی و روشن برای پاسخ به ساخت اثری که نوشته شده‌است، ایجاد کند. توالی این فیگورها با دنبال‌کردن دیگر صداها، معنی و مفهوم متفاوتی را انتقال می‌دهند. در موسیقی خالص آوازی اینگونه نیست، زیرا از یک سو کلمات به مخاطب کمک می‌کند تا آنچه را که می‌شنود دنبال کرده و بفهمد، و از سویی دیگر کیفیت صداها در ترکیب آوازی به گونه‌ای است که ویژگی قوی و متفاوتی دارد. اما در موسیقی سازی، بدون وجود فیگورها، حرکت سازها را به سختی می‌توان درک کرد چراکه نتیجهٔ موفق برای یک قطعهٔ موسیقی با هر ابعادی، در نهایت باید بسط و گسترش مناسبی از فیگورها در حمایت از ملودی یا سوژهٔ اصلی داشته باشد. این عبارت رایج که ملودی یا سوژه بسیار «کارساز» است، فقط بدین معنا است که دارای فیگورهای مشخصی است، گرچه باید به این امر نیز توجه کرد: موارد کمی وجود ندارد که در آن فیگورهای قوی و استادانه‌ای ساخته شده‌ باشد که در نگاه اول و از نظر شخصیتی، ناقص به نظر برسد.

## مثال‌ از فیگورهای موسیقایی
تا آنجا که بتوان مثالی مشخص از تجزیهٔ یک تم و تبدیل آن به فیگورهای موسیقایی به منظور بسط و گسترش موسیقی ارایه داد، سمفونی شماره ۶، اثر لودویگ فان بتهوون است. روش کار بدین صورت است که سه میزان اول تم اصلی را به سه بخش تقسیم می‌کند:
یکی از سه قسمت مربوط به تم اصلی در میزان‌ها را می‌توان نمونه‌ای از روش کار روی قسمت (a) برای ساخت فیگور دانست:
قسمت (b) در بخش «بسط و گسترش» دوباره و حداقل سی‌و‌شش بار به‌صورت متوالی تکرار می‌گردد و قسمت (c) بدین صورت ظاهر می‌شود:
نمونه‌های بسیار زیادی از این نوع روش برای ساخت فیگور بر اساس تم یا سوژه‌های مختلف با استفاده از واریاسیون روی درجات مختلف در موسیقی کلاسیک وجود دارد که نشان از پالایش و نبوغ دارد، موومان اول از سمفونی در سل مینور اثر ولفگانگ آمادئوس موتسارت، سمفونی شماره ۸ اثر بتهوون، تعداد زیادی از فوگ‌های باخ (به‌عنوان مثال شماره‌های ۲، ۷ و ۱۶ از کلاویه خوش‌آهنگ)، نمونه‌هایی از این روش است که می‌توان به آنها استناد کرد.
در یک قطعهٔ موسیقی عالی و ایده‌آل، همه چیز باید به‌عنوان یک معنی قابل تشخیص باشد. یا به عبارت دیگر، هر قسمت از موسیقی باید قابلیت تجزیه و تحلیل برای شناخت فرم و فیگور را داشته باشد، به طوری که حتی بی‌اهمیت‌ترین ساز در ارکستر نباید فقط صدایی برای پُرکردن حجم و ایجاد هارمونی باشد، بلکه باید چیزی را بنوازد که به تنهایی ارزش داشته باشد. البته برای هیچ‌کس (غیر از نوابغی که در بالا به آن اشاره شد) امکان ندارد که این چنین روش‌هایی را به‌طور مداوم انجام دهد، اما برای نزدیک‌شدن به یک موسیقی ایده‌آل یا متناسب و برای رساندن یک اثر هنری به درجهٔ بالا، استفاده از این روش‌ها اهمیت دارد و در صورت عقب‌ماندن از این شیوه، یک قطعهٔ موسیقی به توده‌ای از صداهای شلخته و نادرست تبدیل می‌شوند و در نهایت جزو آثار هنری محسوب نمی‌شوند. این امر با مقایسۀ روش فرانتس شوبرت در همراهی ترانه‌هایش و هزاران ترانهٔ دیگر که امروزه ساخته می‌شود، به خوبی قابلِ تشخیص است، حتی وقتی در قطعهٔ ساده‌ای مانند «آوه ماریا» این فیگورها وجود دارد، پُرکردنِ بی‌موردِ صداها برای حمایت از صدای اصلی، نتیجه‌اش یک پشتیبانی مُرده و بی‌خاصیت است.

### باخ و بتهوون
باخ و بتهوون در استفاده از فیگورها استادان بزرگی بودند و هر دو در مواقعی با ساخت یک فیگور کوتاهِ سه یا چهار نتی، مبنای یک موومان کامل را ایجاد می‌کردند. به‌عنوان مثال، فیگور ریتمیک و بسیار معروف سمفونی شماره ۵ (d)، اسکرتسو در سمفونی نهم (e) و اولین موومان از آخرین سونات در دو مینور (f)، از نمونه آثار بتهوون در این زمینه است. و در مورد آثار باخ، قسمت آداجیو از قطعهٔ توکاتا در ر مینور (g) را می‌توان مثال زد، البته باید خاطرنشان کرد که اشاره به نمونه آثار باخ بسیار پرشمار است و در هر زمانی برای هنرجویان قابل مشاهده است.
استفاده بسیار عجیب و غریبی که باخ گاهی از فیگورها به کار می‌برد، این است که از آن به‌عنوان پیوندی برای اتصال در یک موومان کامل با تکرار مداوم بهره می‌گیرد، مانند پرلود شماره ۱۰، از کلاویه خوش‌آهنگ یا در موومان آهستهٔ کنسرتو ایتالیایی، جایی که به‌عنوان همراهی‌کنندهٔ یک رسیتاتیوِ پرشور عمل می‌کند. در این روش، فیگور در هر باری که تکرار می‌شود، یکنواخت نیست اما آزادانه تغییر می‌کند و به گونه‌ای است که سعی می‌شود یکسانی آن تا حدی با ریتم و تا حدی درگام نسبی با نت‌های پی‌درپی حفظ شود. این شیوهٔ تغییر در یک فیگور مشخص، گرایشی از روشِ ساخت فیگور در موسیقی مدرن را نشان می‌دهد که به یک ویژگی تبدیل شده‌است: «یعنی عمل تغییر فیگورها به منظور نشان‌دادنِ جنبه‌های مختلف یک فکر و با بیانِ ویژگی‌های مشترک بین آنها، ارتباط بین یک فکر و اندیشه‌ای دیگر را برقرار می‌کند». نمونه‌ای ساده از این نوع فیگورها را می‌توان از قطعهٔ کویینتت در فا مینور اثر یوهان برامس نقل کرد که در آن فیگور (با نوانس «پیانو، فورته» یا «کرشندو، دکرشندو») ابتدا در (h)، سپس با انتقال در موقعیت (i) می‌ایستد، اولین مرحلۀ تغییر در (j) است، پس از آن فیگورهای (k)، (l) و (m)، تغییرات پیشرونده‌ای برای حرکت به سوی (n) هستند:
فیگورهای بالا هر کدام دوبار در موقعیت‌های مختلف تکرار شده‌اند و سرانجام فیگور (n) با یک کادانس ناگهانی در ر بمل ماژور، ظاهر می‌شود:
یک نمونۀ مشابه و خوب دیگر (که بسیار آشناست و نیازی به ذکرِ مثال در اینجا نیست)، انتهای اورتور کوریولان، اثر بتهوون است.
استفادهٔ ریشارد واگنر از فیگورهای موسیقایی قدرتمند، بسیار مهم است؛ زیرا او با کاربرد درست از فیگورهایی در قالب لایت موتیف (در اپرا)، ارتباطی مداوم بین شخصیت‌ها، موقعیت‌ها و موسیقی ایجاد می‌کند و هر وقت این فیگورها که به ایده‌ها و شخصیت‌های مختلفی تعلق دارند، ظاهر می‌شوند، برجستگی خود را نمایان می‌کنند. این فیگورها از نظر کثرت تا حد زیادی متفاوت هستند و به سختی می‌توان همهٔ آنها را در اینجا مثال زد و همچنین آشکار است که همیشه نمی‌توان فیگورِ شخصیت‌هایی که دارای موقعیت فردی (در اپرا) هستند، علامت‌گذاری کرد. یا به‌طور کلی هیچ قسمتی در موسیقی وجود ندارد که در آن بیانِ احساس و الهام، ضرورت داشته باشد، زیرا هیچ میزان نبوغ و پشتکار نمی‌تواند فیگورهای سمفونی در دو مینور یا فیگورهای مارش عزا در مرگ زیگفرید را بازگو یا تحلیل کند.
از آنجا که هر چقدر این تصورِ رایج که «موسیقی به صورت کلی از ملودی‌های دلپذیر ساخته شده‌است»، ضعیف‌تر می‌شود، در مقابل، ضرورت وجودِ فیگورها اهمیت بیشتری پیدا می‌کنند. پیوند ملودهای جداگانه به یکدیگر (هر چند به طرز ماهرانه‌ای به هم متصل شوند)، همیشه کم و بیش بی‌اهمیت بوده‌است، اما استفاده از فیگور و گروه‌های فیگوری و آشکارسازی تدریجی همهٔ امکانات نهفته در آن، دست‌یابی به ساخت آثاری ماندگار و عقلانی توسط موسیقیدانان واقعی را فراهم می‌کند. چنان‌که «آثار خوب موسیقی نه تنها تخیلِ شنونده را قلقلک می‌دهد، بلکه علاقه‌مندی عمیقی را در وی برانگیخته و او را از نظر روحی و روانی به سطح بالاتری می‌رساند».

## یادداشت
1. ↑  Allen Forte
2. ↑  John D White